# Mitchel Air Force Base
Mitchel Air Force Base, également connue sous le nom de Mitchel Field, est une base aérienne de l'United States Air Force située sur les plaines de Hempstead (en) de Long Island, à Garden City dans l'État de New York. De 1940 à 1946, elle accueille le siège de l'Air Defense Command.
Désarmée en 1961, Mitchel Field est devenu un complexe polyvalent, abritant le Cradle of Aviation Museum (en), le Nassau Veterans Memorial Coliseum, le Mitchel Athletic Complex (en), le Nassau Community College (en), l'université Hofstra et la Lockheed Corporation. Le site est aujourd'hui un district historique inscrit au registre national des lieux historiques.

## Historique

### Premières installations sur le site
Sur le site de la Mitchel Air Force Base, pendant la guerre d'indépendance, une base du nom de Hempstead Plains est utilisée comme centre d'enrôlement de l'armée. Pendant la guerre anglo-américaine de 1812 et celle du Mexique, elle devient un centre d'entraînement pour les unités d'infanterie.
Pendant la guerre de Sécession, les plaines abritent le Camp Winfield Scott. En 1898, pendant la guerre hispano-américaine, le site est connu sous le nom de Camp Black.

### Première Guerre mondiale
En 1917, Hazelhurst Field #2 est établi au sud de Hazelhurst Field (en) pour servir de base d'entraînement et de stockage, intégrant l'important Air Service Aviation Concentration Center. Il s'agit alors d'un deux plus grands terrains d'entraînements aux États-Unis, parcours par des centaines d'aviateurs. De nombreux bâtiments ont été érigés sur Roosevelt Field et Field #2 en 1918 afin de répondre à cette expansion rapide.
Fondée en 1917 sous le nom de Hazelhurst Aviation Field #2, la base est renommée au cours de l'année Mitchel Field en l'honneur de l'ancien maire de New York John Purroy Mitchel, tué la même année lors d'un entraînement pour l'United States Army Air Service en Louisiane.

### Entre-deux-guerres

Concert à Mitchel Field au cours des années 1930.

La base Mitchel Field continue de croître après la Première Guerre mondiale et entre 1929 et 1932. Un vaste programme de construction est entrepris pour transformer les installations temporaires en un poste militaire permanent, avec de nouvelles casernes, des entrepôts, un hangar et des bâtiments administratifs. Une grande partie de cette construction existe encore aujourd'hui, utilisée à des fins non militaires.
La base est devenue un aérodrome majeur tant pour l'Air Corps que pour diverses activités civiles. Durant les années 1920 et 1930, diverses unités d'observation, de combat et de bombardement sont stationnées sur l'aérodrome. Le 27 novembre 1920, en plein âge d'or des courses aériennes, la Pulitzer Trophy Races est organisée à Mitchel Field. Trente-huit pilotes effectuent quatre tours de 29 milles (47 km). Le capitaine Corliss Moseley remporte le concours, avec un coureur Verville-Packard VCP-R, une version nettoyée de l'avion de poursuite Army's VCP-1, à 156,54 milles par heure (251,93 km/h).
En octobre 1923, Mitchel Field est le théâtre du premier concours de saut d'avion dans le pays. Au cours de la même année, deux records mondiaux de vitesse d'avion y sont établis. En 1924, le service postal aérien voit le jour dans des vols expérimentaux commencés à l'aérodrome. En septembre 1929, le lieutenant général James H. Doolittle y effectue le premier vol aveugle au monde.
À l'orée de la Seconde Guerre mondiale 1938, Mitchel Field est le point de départ du premier vol de bombardier transcontinental sans escale, réalisé par des bombardiers B-18 Bolo. La première démonstration de reconnaissance aérienne à longue portée se produit à Mitchel Field également. En mai 1939, trois B-17, avec le lieutenant Curtis LeMay à la navigation, parcourent 620 milles (soit 1 000 km) en mer et interceptent le paquebot italien SS Rex (en) — de la portée, de la mobilité et de la précision de l'aviation moderne pour l'époque,. Le 21 septembre de la même année, la base est frappée par l'ouragan de Nouvelle-Angleterre. L'eau monte jusqu'aux genoux, de nombreux arbres sont renversés et le verre situé au sommet de la tour de contrôle de la circulation est brisé.

### Seconde Guerre mondiale

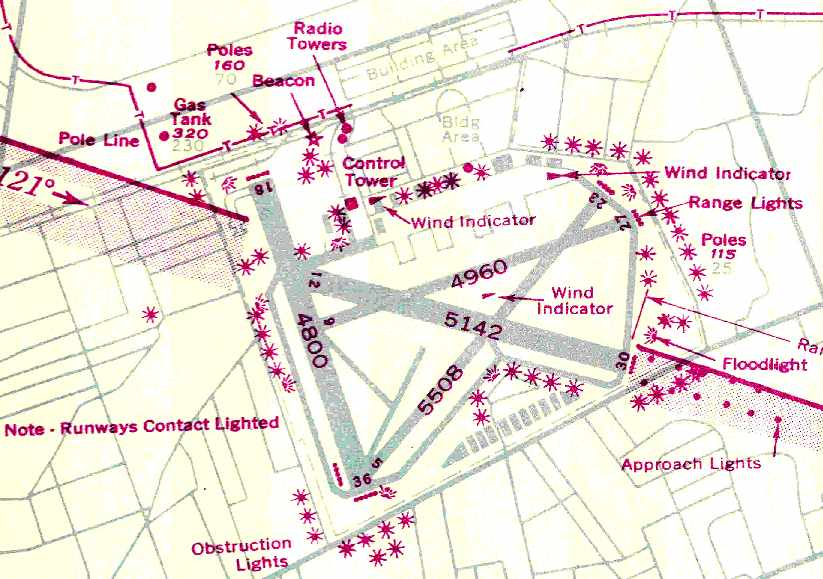
Plan de la base en 1946.

En 1940, la Mitchel Field accueille le siège de l'Aerospace Defense Command, un commandement chargé de développer la défense aérienne des villes, des zones industrielles vitales, des bases continentales et des installations militaires. Plus tard, la First Air Force (en) est chargée de la planification et de l'organisation de la défense aérienne de la côte est. Sous sa supervision, un système de patrouille aérienne est mis en service le long de la côte. En 1943, Mitchel Field devient une zone de rassemblement pour les bombardiers Consolidated B-24 Liberator et leurs équipages, avant d'être envoyés en mer.
Mitchel Field est une importante source d'approvisionnement pour la garnison et la défense des bases aériennes de l'Atlantique Nord, de Terre-Neuve, du Groenland et d'Islande. Depuis l'aérodrome est menée la planification de la défense aérienne de Nouvelle-Écosse et de Terre-Neuve. Des missions de patrouille anti-sous-marine sont effectuées le long de la côte atlantique en 1942 par l'avion anti-sous-marin des United States Army Air Forces basé à Mitchel.
Sous la direction de la First Air Force, le I Fighter et le I Bomber Command installent leur base de commandement et de contrôle sur l'aérodrome Mitchel. Des groupes et des escadrons de chasseurs tactiques sont formés, puis entraînés à l'AAF Training Command avant d'être déployés sur les théâtres de guerre à l'étranger. Des milliers de membres de l'armée de l'air passent par la base pour servir dans des missions de combat à l'étranger. À la fin de la Seconde Guerre mondiale, les GIs de retour de combats passent de nouveau par Mitchel.
Parmi les accidents d'avion ayant touché la Mitchel Field, un P-47 frappe le Barnard Hall de l'université Hofstra le 23 mars 1943.

### Armée de l'air américaine

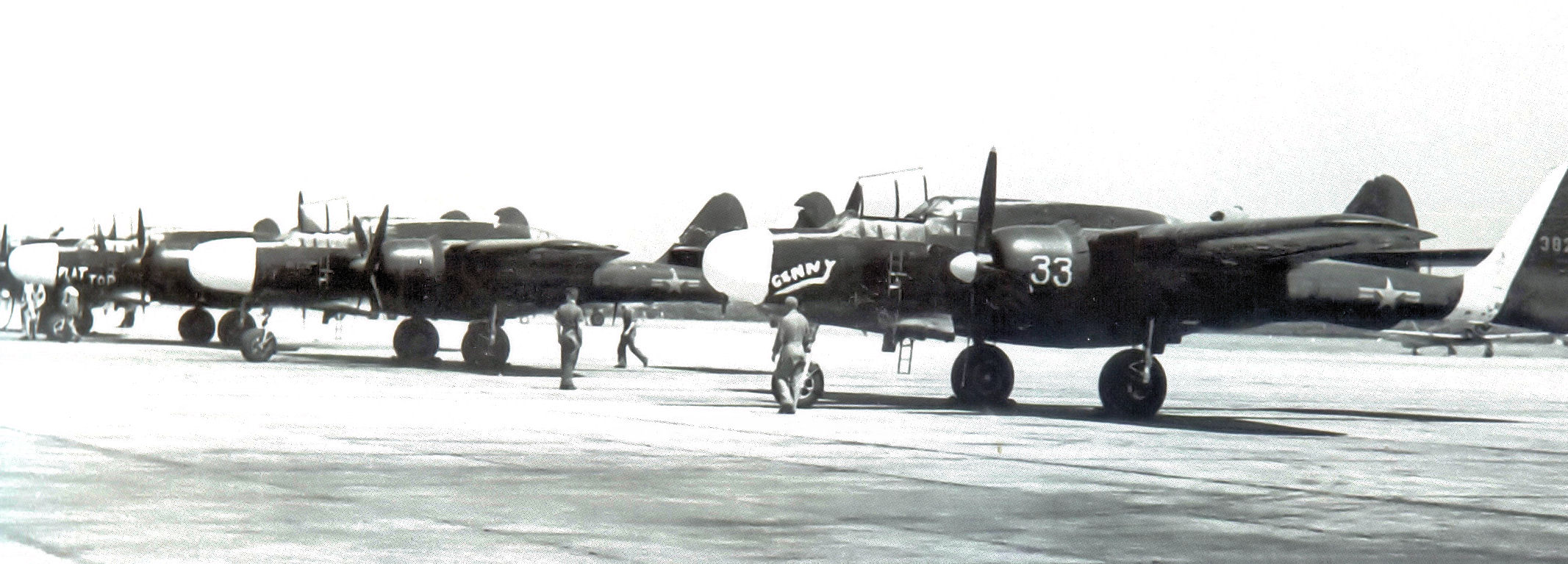
2d Fighter Squadron (All Weather) Northrop P-61Bs en stationnement à Mitchel AFB en octobre 1948.

En mars 1946, le quartier général de l'Air Defense Command est établi à l'aérodrome Mitchel. Avec la création de la United States Air Force en tant que service distinct en 1947, Mitchel AAF est rebaptisé Mitchel Air Force Base (Mitchel AFB).
En décembre 1948, les responsabilités de l'Air Defense Command sont temporairement assumées par le Continental Air Command (en) (ConAC), aussi situé à Mitchel AFB. Responsable de la réorganisation de l'Air Force Reserve Command, le First Air Force siège à Mitchel AFB. Elle supervise la formation de la réserve aérienne dans quinze États de l'Est et dans le district de Columbia.
En raison des problèmes liés à l'exploitation des avions tactiques dans la zone urbaine — bruit, étroitesse du champ et manque de sécurité —, Mitchel AFB est relevé de sa responsabilité défensive de l'espace aérien de New York en 1949. L'Army Air Defense Command (en) quitte Mitchel AFB le 1er novembre 1950. Après le rétablissement de l'Air Defense Command le 1er janvier 1951, son siège est déplacé le 8 du même mois à l'Ent Air Force Base (en) à proximité de Colorado Springs, une position considérée comme « plus au centre » du territoire, selon les recommandations de l'U.S. Air Defense Plan.
Le 29 novembre 1952, le président élu Dwight D. Eisenhower décolle de Mitchel Field sur un avion de l'US Air Force en direction de la Corée du Sud, afin de tenir une promesse électorale,. Le 2 janvier 1954, le vol du record de vitesse transcontinental de 4 heures et 8 minutes réalisé par le colonel W. Millikan sur un North American F-86 Sabre se termine à Mitchel AFB.

### Fermeture
Les vols sont interrompus en avril 1961 et l'unité est réaffectée à la McGuire Air Force Base située dans le New Jersey. La Mitchel Air Force Base ferme le 25 juin 1961.
La propriété est cédée au comté de Nassau pour être réaménagée. Le site possède toujours des logements militaires et des locaux d'échange afin de soutenir les familles et les activités des militaires dans la région. La ligne Garden City–Mitchel Field Secondary (en), vestige de la branche centrale de la Long Island Railroad de Garden City à Bethpage, se termine dans la partie nord de Mitchel Field, offrant un service de fret sporadique.
Les installations encore en place en 2018 sont classées district historique et inscrites au registre national des lieux historiques.

Évolution de la base depuis sa fermeture
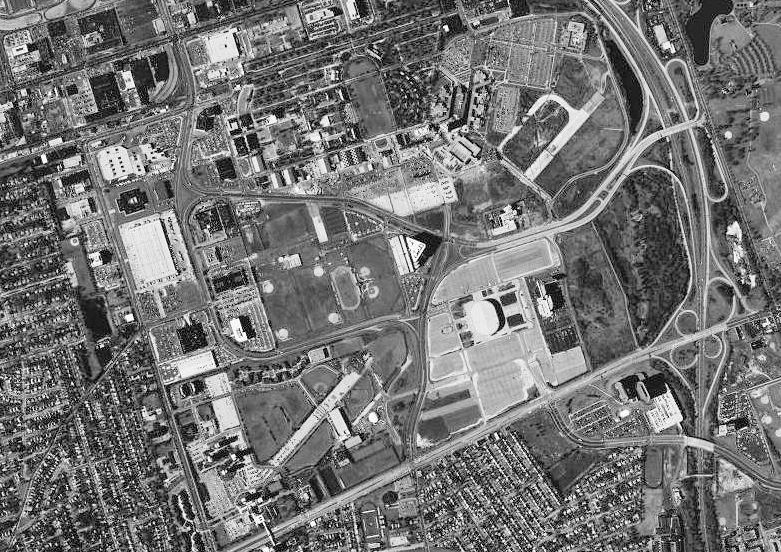
La base en 1994.
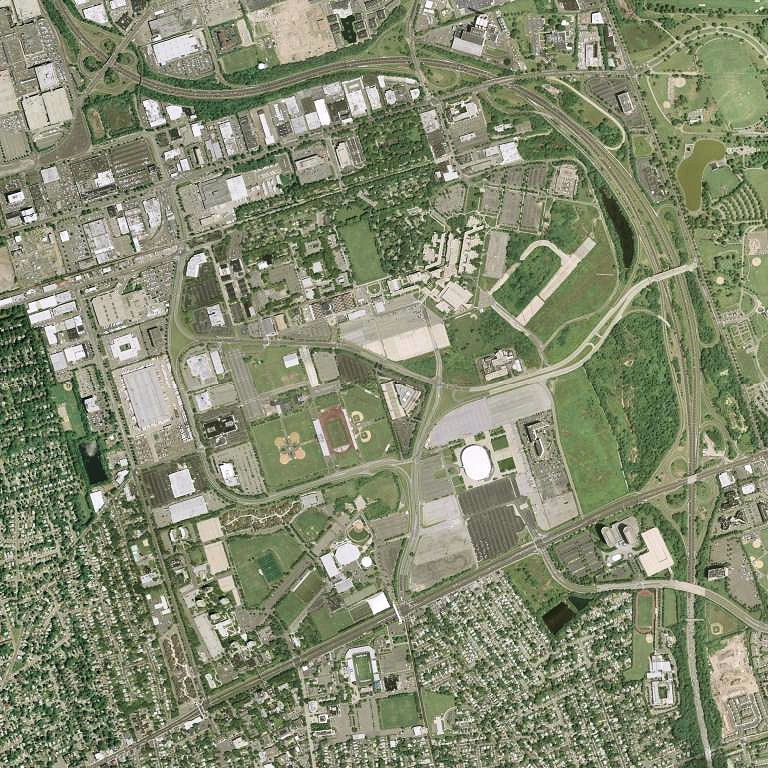
La base en 2006.

## Commandements assignées
- Aviation Section, U.S. Signal Corps (en), juillet 1917
- Division of Military Aeronautics (en), 29 mai 1918

Renommé : Director of Air Service
Renommé  U.S. Army Air Service, 24 mai 1918
Renommé  U.S. Army Air Corps, 2 juillet 1926
- General Headquarters (GHQ) Air Force, 1er mars 1935
- Northeast Air District, 18 octobre 1940

Renommé  1st Air Force, 26 mars 1941
Renommé : First Air Force (en), 18 septembre 1942
- Continental Air Forces (en), 13 décembre 1944
- Air Defense Command, 21 mars 1946 (reste attaché jusqu'au 1er janvier 1951)
- Continental Air Command (en), 1er décembre 1948 au 1er avril 1961

## Unités assignées
| - 92d Aero Squadron (en), 4 décembre – 21 décembre 1918 - 1st Army Observation Group 1st Aero Squadron (en), 10 octobre 1919 – 6 novembre 1940 Assigné au 9 Group (Observation) le 1er août 1922 - 3d Observation Group 5th Aero Squadron (en), 1er novembre 1919 – 6 novembre 1940 Assigné au 9 Group (Observation) le 1er août 1922 - 32 autres Aero Squadrons, organisation inconnue, 1919 - 9 Group (Observation), 1er août 1922 Renommé 9 Observation Group le 25 janvier 1923 Renommé 9 Bombardment Group le 1er mars 1935 Renommé 9 Bombardment Group (Medium) le 6 décembre 1939 – 6 novembre 1940 99th Observation Squadron (en), 9 novembre 1928 – 6 novembre 1940 - 9th Air Division (en), 1er avril 1931 – Janvier 1933 - 22d Bombardment Group (en), 1er février – 14 novembre 1940 - 8th Fighter Group, 5 novembre 1940 – 26 janvier 1942 - 57th Fighter Group (en), 15 janvier 1941 – 19 août 1941 - Base du Northeast Air District, 18 octobre 1940 Renommé 1st Air Force, 26 mars 1941 Renommé First Air Force (en), 18 septembre 1942 – 3 juin 1946 ; 17 octobre 1949 – 23 juin 1958 Base du I Air Support Command, 1er septembre 1941 Renommé I Ground Air Support Command, 1er avril 1942 Renommé I Air Support Command, 1er septembre – 30 novembre 1942 Base du I Bomber Command, 1er octobre 1943 – 21 mars 1946 Base du I Interceptor Command, 5 juin – 27 décembre 1941 Renommé I Fighter Command, 9 juin 1942 – 21 mars 1946 324th Fighter Group (en), 24 juin – 6 juillet 1942 326th Fighter Group (en), 19 août 1942 – 1er septembre 1942 352d Fighter Group (en), 1er octobre – 31 octobre 1942 353d Fighter Group (en), 1er octobre – 7 octobre 1942 62d Fighter Wing (en), 12 décembre 1942 – 13 janvier 1943 80th Fighter Group (en), 2 mars – 30 avril 1943 356th Fighter Group (en), 30 mai – 4 juillet 1943 36th Fighter Group, 3 juin – 23 juin 1943 368th Fighter Group (en), 23 août 1943 – 20 décembre 1943 362d Fighter Group (en), 19 octobre – 12 novembre 1943 301st Fighter Wing (en), 1er novembre 1944 – 30 mai 1945 373d Fighter Group (en), 28 septembre – 7 novembre 1945 | - Base du Air Defense Command, 21 mars 1946 – 1er janvier 1951 - 355th Fighter Group (Air Defense) (en) (ADC), 1er août – 20 novembre 1946 - 4th Fighter Wing (en) (AFRES), 20 décembre 1946 – 27 juin 1949 - 319th Bombardment Group (en) (AFRES), 27 décembre 1946 – 27 juin 1949 - 325th Fighter Group (en) (ADC), 3 août – 31 août 1942 ; 21 mai – 2 décembre 1947 318th Fighter Squadron (en), 21 mai – 2 décembre 1947 - 78th Fighter Group (en) (ADC), 1er juin 1947 – 1er novembre 1948 82d Fighter Squadron (en), 25 juin 1947 – 24 novembre 1948 83d Fighter Squadron (en), 25 juin 1947 – 24 novembre 1948 84th Fighter Squadron (en), 25 juin 1947 – 24 novembre 1948 - 320th Bombardment Group (en) (AFRES), 9 juin 1947 – 27 juin 1949 - 52d Fighter-Interceptor Wing (ADC), 9 juin 1948 – 4 octobre 1949 2nd Fighter-Interceptor Squadron (en), 25 juin 1947 – 4 octobre 1949 5th Fighter-Interceptor Squadron (en), 25 juin 1947 – 4 octobre 1949 - 1112th Special Air Missions Squadron (MATS), 19 juillet 1948 – 15 mars 1951 - 2500th Air Base Group (later Wing), 28 septembre 1948 – 25 juin 1961 - Base du Continental Air Command (en), 1er décembre 1948 – 1er avril 1961 - 84th Fighter Wing, (All Weather) (en) (ADC), 1er juin – 10 octobre 1949 - Base des Eastern Air Defense Force (en) (ADC), 1er septembre 1949 – 1er août 1950 - 514th Troop Carrier Wing (en) (AFRES), 10 octobre 1949 – 1er février 1953 ; 1er avril 1953 – 15 mars 1961 - 65th Troop Carrier Wing (en) (AFRES), 14 juin 1952 – 1er avril 1953 - 313th Troop Carrier Wing (en) (Eighteenth Air Force (en)), 1er février – 25 août 1953 Remplacé par 465th Troop Carrier Wing (en) (Eighteenth Air Force), 25 août 1953 – 23 mars 1954 |